# Лео, Леонардо
Леонардо Ортенсио Сальваторе де Лео (итал. Leonardo Ortensio Salvatore de Leo; 5 августа 1694, Сан-Вито-дельи-Скьяви, — 31 октября 1744, Неаполь) — итальянский композитор эпохи барокко, один из крупнейших представителей неаполитанской оперной школы.

## Биография
Родился в Неаполитанском королевстве, в местечке Сан-Вито-дельи-Скьяви (совр. название Сан-Вито-деи-Норманни). В 1703 году поступил в консерваторию «Санта-Мария делла Пьета деи Турчини» в Неаполе, окончил в 1713. Его учителями были Ф. Провенцале, А. Бассо и Н. Фаго. 
С 1715 года сам становится педагогом этой консерватории. С 1713 года занимает пост органиста королевской капеллы, затем капельмейстера неаполитанского храма Санта-Мария делла Солитария. В 1739 начинает преподавать в консерватории «Сант-Онофрио». Его учениками были П. Кафаро, Э. Барбелла, Н. Йоммелли, Н. В. Пиччини и Н. Логрошино, В. Л. Чампи.
Первую известность получил благодаря драме «Побеждённая неверность», поставленной его соучениками в 1712 году. В 1714 году в королевском дворце поставлена опера Леонардо Лео «Писистрат», хорошо принятая публикой.
В творчестве Лео заметно влияние музыки А. Скарлатти и Дж. Питони. Леонардо Лео стал первым представителем неаполитанской школы, в совершенстве овладевшим полифонической гармонией. Его духовная музыка отличается виртуозностью, величественностью, рациональностью, но не страстностью и сентиментальностью, характерной для произведений Ф. Дуранте и Дж. Перголези. Драматические оперы Леонардо Лео отличаются холодностью и строгостью, при этом комические проявляют тонкое чувство юмора. Ансамбли в сочинениях Леонардо Лео насыщены, однако никогда не достигают мощной кульминации.
Самая известная комическая опера Лео — «Переодетая фраскатанка» (итал. La Finta Frascatana, также известна как итал. Amor vuol sofferenze, 1739). Успехом пользовались также драматические оперы: «Демофонт» (1735), «Фарнак» (1737), «Олимпиада» (1737, театр «Сан-Карло»), высоко ценимые любителями духовной музыки. 

## Избранные оперы
- «Писистрат» (1714, королевский дворец)
- «Софонисба» (1718, театр «Сан-Карло»)
- «Баязет, император Турции» («Bajazete Imperator dei Turchi», 1722, королевский дворец)
- «Раскрытый обман» («L’imbroglio scoperto», 1723, театр «Фьорентини»)
- «Деметрий» (1732, театр «Сан-Бартоломео»)
- «Олимпиада» (1737, театр «Сан-Карло»)
- «Переодетая фраскатанка» («La finta frascatana», 1744, театр «Нуово», ставилась также под другими названиями)